# Aluminotermická reakce

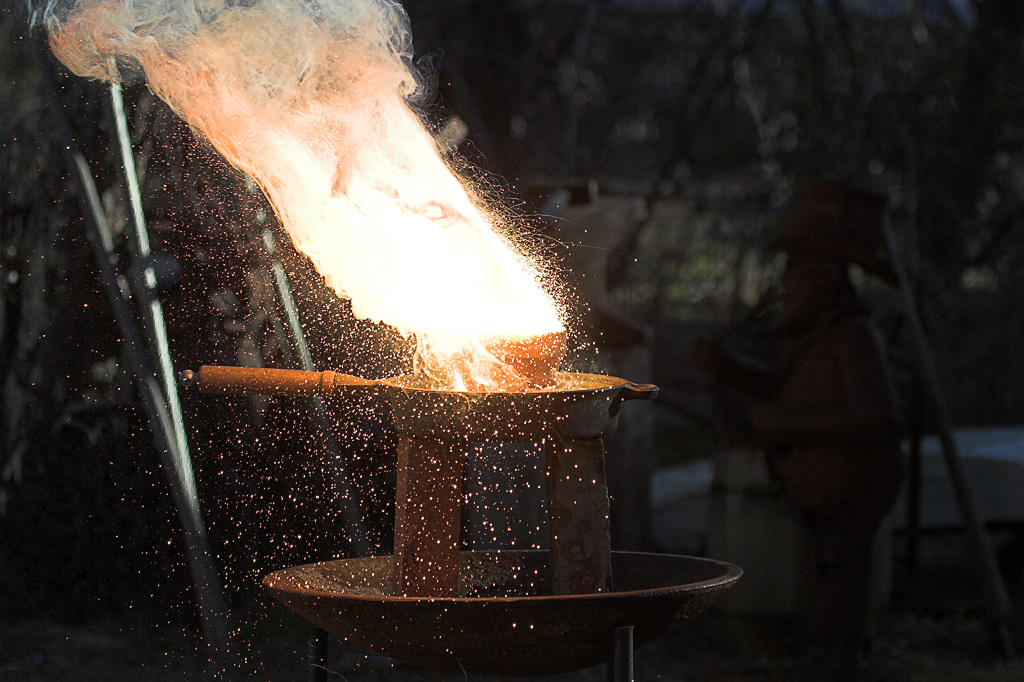
Aluminotermická reakce

Aluminotermická reakce je silně exotermní redoxní reakce (druh chemické reakce) využívající práškový hliník, někdy i s peroxidem barnatým, jako redukční činidlo.
Tato konkrétní reakce využívá velké afinity hliníku ke kyslíku. V obecné rovině jde o reakci oxidu méně reaktivního kovu s reaktivním kovem (v neutrálním stavu). Více viz Řada reaktivity kovů.
Aluminotermie je metoda výroby kovů. Je možné ji také použít pro získávání některých kovů z jejich oxidů (lehčí struska nahoře, těžší tekutý kov dole), ale velkým nedostatkem této metody je nízká čistota produktu.
Je využívána pro svařování kolejnic.
Nejznámějším příkladem je termit, což je směs práškového hliníku a oxidu železitého v poměru 1:3.
Fe2O3 + 2 Al → Al2O3 + 2 Fe